# Friedrich Dürrenmatt
Friedrich Dürrenmatt (Konolfingen, 5 de janeiro de 1921 — Neuchâtel, 14 de dezembro de 1990) foi um autor e dramaturgo suíço. Era um proponente do teatro épico cujas peças refletiram as recentes experiências da Segunda Guerra Mundial. O politicamente ativo autor ganhou a maior parte de sua fama devido a seus dramas vanguardistas, profundos romances policiais, e algumas sátiras macabras. Um de seus principais bordões era: "Uma história não está terminada até que algo tenha dado extremamente errado".

## Biografia
Nasceu no Emmental, pequeno distrito no cantão de Berna, era filho de um pastor protestante. Seu avô foi o político conservador Ulrich Dürrenmatt. A família mudou-se  para a cidade de Berna em 1935, por motivos econômicos. Dürrenmatt não foi um excelente aluno, apenas mantinha as médias da sala. O dramaturgo deu início aos estudos de filosofia e do idioma e da literatura alemã na Universidade de Zurique em 1941, mas deixou-os após somente um semestre. No verão de 1942 ele recebeu sua base de treinamento militar, mas devido à sua deficiência visual, ele foi dispensado do Hilfdienst (auxiliar de serviços). Continuou seus estudos na Universidade de Berna. Em 1943, decidiu transformar-se num autor e parou sua investida acadêmica. Em 1945-46, escreveu sua primeira peça "Es steht geschrieben". Em 1947, casou-se com a atriz Lotti Geissler, que morreu em 1983. Dürrenmatt casou-se novamente em 1984 com outra atriz chamada Charlotte Kerr.
A pintura também esteve presente na obra desse escritor. Ele desenhou muitos quadros, e estes faziam referências às suas peças teatrais. Muitas dessas pinturas podem ser apreciadas no Centre Dürrenmatt Neuchâtel, localizado na Suíça na cidade de Neuchâtel, na antiga residência do próprio dramaturgo.

## Peças teatrais
Como Brecht, Dürrenmatt explorou as vertentes do teatro épico. Suas peças visavam envolver o público a um debate teórico, e não somente servir como entretenimento puramente passivo.
Quando estava com 26 anos, sua primeira peça, "Está Escrito", (em alemão "Es steht geschrieben"), estreou causando grande controvérsia. A história da peça se passa em torno de uma batalha entre um cínico obcecado pelo sucesso e um religioso fanático que leva as escrituras ao pé da letra, tudo isto acontecendo enquanto a cidade em que vivem está cercada. A noite de estreia da peça, em abril de 1947, causou confusão e protestos por parte do público.
Friedrich Dürrenmatt teve repercussão mundial  com a peça "O Casamento do Senhor Mississippi", ("Die Ehe des Herrn Mississippi", 1952). Também há a peça "A Visita da Velha Senhora", ("Der Besuch der alten Dame", 1956), que fala sobre uma rica benfeitora, que visita seus beneficiados, é o trabalho mais conhecido nos Estados Unidos.
É no ínterim da Guerra Fria que viveu o autor suíço Friedrich Dürrenmatt, e é justamente nessa época que o dramaturgo escreve a peça teatral "Die Physiker" (1962), que vai por em voga os avanços da física em um mundo cheio de pessoas sem escrúpulos, assim como as  conseqüências dessas novas descobertas. O autor preocupava-se com o que acontecia no mundo e muitas vezes ele levava essas preocupações para o palco. Quando Hiroshima e Nagasaki foram devastadas pela bomba atômica lançada através da Força Aérea dos Estados Unidos, o autor suíço tinha 24 anos, assim ele pode ver o poder que o homem possuía e o quanto isso poderia afetar na vida de todos nós. São justamente essas ações que ele levanta na obra "Os Físicos".
É importante dizer que Dürrenmatt fez uma revisão do livro "Brighter than Thousand Suns: A Personal History of the Atomic Scientists" (1956), que discorre sobre o Projeto Manhattan (era um projeto para desenvolver as primeiras armas nucleares pelos Estados Unidos), e isso influenciou os pensamentos do dramaturgo ao escrever a peça citada.
Na  peça "Os Físicos" o dramaturgo expõe uma situação em que o personagem tentava esconder suas descobertas físicas para o bem da própria humanidade, mas será que esse seria o caminho correto? Pelo visto não, pois as descobertas de Möbius acabam caíndo nas mãos da Doutora Mathilde von Zahnd que apresentava traços de loucura.
Seus pontos de vista sobre o teatro foram escritos no livro "Theaterprobleme" ("Problemas teatrais", 1955)

## Últimos anos da vida
Em 1990, ele fez duas famosas homenagens, uma em honra de Václav Havel ("Die Schweiz - ein Gefängnis? / Switzerland - A Prison?") e outra em honra de Mikhail Gorbachev ("Kants Hoffnung / Kant's Hope"). Dürrenmatt por diversas vezes comparou as três religiões abraãmicas com o Marxismo, o qual também via como uma religião.
Mesmo se existirem semelhanças entre Dürrenmatt e Brecht, Dürrenmatt jamais tomou alguma posição política, mas representou uma pragmática filosofia de vida. Em 1969, viajou aos Estados Unidos; em 1974, a Israel; e em 1990, a Oświęcim (Auschwitz), na Polônia.